# Lac-Drolet
Pour les articles homonymes, voir Drolet.
Lac-Drolet est une municipalité du Québec (Canada) située dans la municipalité régionale de comté (MRC) du Granit en Estrie.

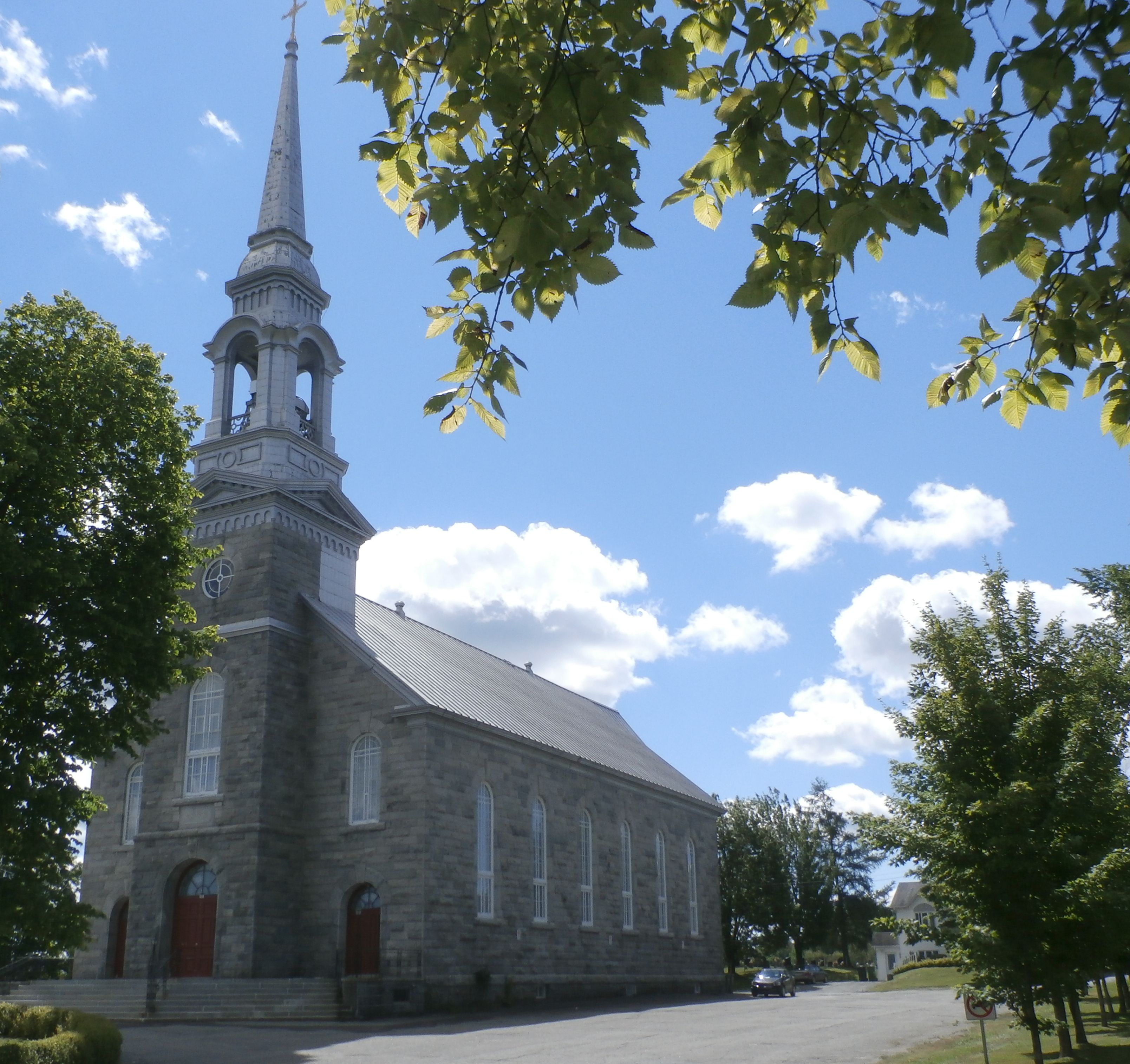
Église Saint-Samuel construite en 1898.

## Toponymie
« D'abord érigée sous la dénomination de municipalité du canton de Gayhurst-Partie-Sud ou de Saint-Samuel-de-Gayhurst en 1885, cette entité municipale allait adopter, en 1968, le nom Lac-Drolet. L'origine de cette appellation tient, d'une part, à la présence significative d'un plan d'eau, le lac Drolet, et d'autre part, au fait que l'un des premiers habitants avait pour patronyme Drolet ».

## Histoire

### Chronologie
- 1er janvier 1885 : Érection du township de Gayhurst.
- 31 août 1968 : Le township de Gayhurst devient la municipalité de Lac-Drolet.
- 15 mars 1969 : La municipalité de Lac-Drolet devient le canton de Gayhurst.
- 8 août 1977 : Le canton de Gayhurst devient la municipalité de Lac-Drolet.

## Géographie
Lac-Drolet est dans la région historique de l'Estrie. La route principale de Lac-Drolet rejoint la route 204 à l'est. La route 263 passe à l'ouest. La route du Morne rejoint le village de Saint-Sébastien en passant sur le Morne de Saint-Sébastien.

## Démographie
| 1996  | 2001  | 2006  | 2011  | 2016  | 2021  |
| ----- | ----- | ----- | ----- | ----- | ----- |
| 1 133 | 1 165 | 1 148 | 1 071 | 1 021 | 1 054 |

## Administration
Les élections municipales se font en bloc pour le maire et les six conseillers.
| Lac-Drolet Maires depuis 2001                                                                                        |                  |           |          |
| Élection | Maire            | Qualité   | Résultat |
| 2001 | Jean-Guy Gagnon  |           | Voir     |
| 2005 | Jean-Guy Gagnon  | Voir      |          |
| 2006 | Daniel Faucher   | Pro-maire | Voir     |
| 2007 | Marielle Fecteau |           | Voir     |
| 2009 | Marielle Fecteau | Voir      |          |
| 2013 | Marielle Fecteau | Voir      |          |
| n/d | Rock Couët       |           | Voir     |
| 2017 | Rock Couët       | Voir      |          |
| 2021 | Michel Ouellet   |           | Voir     |
| Élection partielle en italique Depuis 2005, les élections sont simultanées dans toutes les municipalités québécoises |                  |           |          |

## Économie
Les principaux moteurs économiques de la municipalité sont l'industrie du textile (Attraction inc.), le bois (Scierie Tech) et les bottes (Royer L.P.).

## Personnalités
- Peter MacLeod
- Rémi Quirion

## Fait historique
- Bataille de La Chaudière

## Jumelages
- La Patrie (municipalité) (Québec)
- Lac-Etchemin (Québec)